# David McM. Gregg
David McMurtrie Gregg (10. april 1833 – 7. august 1916) var en farmer, diplomat og general i Unionshæren i den amerikanske borgerkrig.

## Tidlige år og karriere
Gregg blev født i Huntingdon, Pennsylvania. Han var fætter til den senere guvernør i Pennsylvania Andrew Curtin og barnebarn af kongresmedlemmet fra Pennsylvania Andrew Gregg. Han fik eksamen fra West Point i 1855 og blev udnævnt til midlertidig sekondløjtnant i 2nd U.S. Dragoons Regiment. Mens han var på West Point havde han meget at gøre med to klassekammerater som senere skulle give kavalerigeneraler – en modstander og en overordnet – henholdsvis J.E.B. Stuart, årgang 1854, og Philip Sheridan, årgang 1853.
Hans første rigtige opgave var i New Mexico territoriet var som løjtnant for et kompagni i 1st U.S. Dragoons. Hans enhed blev beordret til California og han rejste sammen med sin ven Dorsey Pender; de købte senere en væddeløbshest sammen. Hans kompagni marcherede til Fort Vancouver i Washington Territoriet. Under sin tjenestetid der fik løjtnant Gregg sin første kamp med 160 mand mod 1.000 indianerkrigere, som havde omringet dem. Kampen varede i tre dage, omend tabene var små, og Gregg gennemførte en kæmpende tilbagetrækning.

## Borgerkrigen
Ved starten af borgerkrigen vendte Gregg tilbage til Washington, D.C., hvor han blev forfremmet til kaptajn i 3rd U.S. Cavalry, snart fulgt af en overflytning til 6th U.S. Cavalry. Han fik tyfus og var nær død, da hans hospital i Washington brændte. I januar 1862 blev han oberst for 8th Pennsylvania Cavalry.
Gregg og 8th Pennsylvania kæmpede i Peninsula-kampagnen, hvor han udmærkede sig i Syvdagesslaget, hvor han på fremragende vis dækkede det retirerende Unionsinfanteri. Slaget ved Antietam var hans næste slag, men kavaleriet spllede ikke den store rolle i dette slag. Han fik orlov og giftede sig med Ellen F. Sheaff den 6. oktober 1862, i Montgomery County, Pennsylvania; parret holdt deres hvedebrødsdage i New York City.
Gregg blev forfremmet til brigadegeneral lige før slaget ved Fredericksburg. Ligesom ved Antietam blev kavaleriet ikke udnyttet og lå i reserve. Han kommanderede en brigade i Alfred Pleasontons division. Gregg blev sendt af sted for at overtage kommandoen over en anden kavaleribrigade, da dens kommandant George Dashiell Bayard blev dræbt af en artillerigranat bag infanterietslinier. Efter at Joseph Hooker overtog kommandoen over den demoraliserede Army of the Potomac, ruskede han op i kavaleriets organisation, fordi den beredne gren ikke havde været anvendt effektivt. Han fjernede kavaleri enhederne fra korps og divisioner og smalede dem til et separat kavaleri korps under generalmajor George Stoneman. Gregg overtog kommandoen over 3. division i februar 1863. Selv om infanteri divisioner typisk ledes af generalmajorer var det få kavaleriledere, som nåede højere end til brigadegeneral, og Gregg var ingen undtagelse.
I Slaget ved Chancellorsville blev Stonemans korps, herunder Greggs division, sendt på et raid rundt om Lees venstre flanke for at ødelægge faciliteter i hans bagland. Raidet varede i 8 dage og forårsagede en masse destruktion i områderne bag Army of Northern Virginia, men det udrettede ikke ret meget i strategisk sammenhæng og Stoneman fik megen kritik og manglende initiativ og for ikke at være i stand til at trække konfødererede styrker væk fra hovedslaget. Generalmajor Alfred Pleasonton erstattede Stoneman som leder af Kavaleri korpset.
I begyndelsen af Gettysburg kampagnen gav Lee's skjulte troppebevægelser bort fra området ved Fredericksburg anledning til bekymring i Unionen og Pleasonton fik ordre til at finde ud af hvor de var på vej hen. Han igangsatte et overraskelsesangreb på J.E.B. Stuart i Slaget ved Brandy Station hvilket resulterede i det største kavalerislag under krigen. Det indledende angreb krydsede Rappahannock floden ved Beverly Ford under kommando af brigadegeneral John Buford. Mens Buford angreb førte Gregg 2. og 3. Division over Kelly's Ford for at angribe de konfødererede i siden og bagfra på Fleetwood Hill, hvor Stuart's hovedkvarter var placeret. Kampen var voldsom med dragne sabler og mand mod mand. Det lykkedes de konfødereede at slå Gregg tilbage. Slaget endte samlet set uafgjort, selv om det havde overrasket og ydmyget Stuart, og efterladte ordrer indeholdt værdifulde oplysninger om Lee's planer om at invadere Maryland og Pennsylvania.
Midt i Gettysburg kampagnen reorganiserede Pleasonton sit korps og Gregg fik nu kommandoen over 2. Division. Han førte den i kavaleri træfninger i slaget ved Aldie, Slaget ved Middleburg og slaget ved Upperville. Mens hans kollega, nyforfremmede divisionskommandant generalmajor John Buford indledte slaget ved Gettysburg den 1. juli 1863, var Gregg fortsat på vej nordpå. Hans division ankom midt på dagen den 2. juli og indtog en position, hvor de kunne beskytte Unionshærens højre flanke og bagområde. Den 3. juliindledte Stuart et stort raid med henblik på at omrgå unionens højre flanke og ramme deres forsyningskolonner idet han håbede på at kunne udnytte Picketts angreb på Unionens centrum, som netop var startet. 5 km øst for Gettysburg i det som nuy kaldes "East Cavalry Field" stødte Stuarts styrker sammen med Greggs division og George A. Custers brigade fra 3. division. Der fulgte et længere slag til hest, som omfattede kampe mand-til-mand. Begge sider hævdede at have vundet, men Stuart blev blokeret fra opnå sine mål i Unionens bagland.
I oktober 1863 forsøgte Lee at udflankere Unionens hær nær Warrenton, Virginia. Gregg's division forsinkede Lee indtil II Korps under generalmajor Gouverneur K. Warren ankom og blokerede bevægelsen. Gregg gav anledning til en hændelse, da han efter denne kamp ikke fik en tilstrækkelig omtale i George G. Meade's rapport og forlangte en undersøgelsesdomstol for at få korrigeret sagen.
Gregg havde kommandoen over kavaleri korpset i Army of the Potomac fra januar 1864, selv om han ikke blev forfremmet til den passende rang af generalmajor før i august. Phil Sheridan havde kommandoen over alt Unionens kavaleri under Ulysses S. Grant i Overland kampagnen. Den vigtigste brug af Gregg's kavaleri under denne kampagne var som dække af Unionens bevægelser sydpå fra slag til slag, men der blev udført et vigtigt raid, som kulminerede i slaget ved Yellow Tavern, hvor J.E.B. Stuart blev dødeligt såret, hvilket var et hårdt slag mod konføderationen. Gregg's division var også stærkt involveret i slaget ved Haw's Shop, hvor det kæmpede mod Wade Hampton's tropper vest for Hanovertown, Virginia. Hampton havde flest tropper, men Gregg's troppers havde Spencer repeter geværet. Til sidst angreb George A. Custer's brigade gennem vanskeligt terræn og fordrev Hampton's mænd fra deres stillinger.
Som afslutning på raidet, der kulminerede i slaget ved Trevilian Station traks Sheridans kavaleri sig tilbage mod Bermuda Hundred. Gregg's division dækkede tilbagetoget især i slaget ved Saint Mary's Church. Gregg's division overlevede et kraftigt angreb fra Wade Hampton, men mistede adskillige fanger, herunder oberst Pennock Huey.
Gregg kommanderede kavaleridivisionen som forblev nær Petersburg mens Sheridan gennemførte Shenandoah kampagnen mod Jubal A. Early. I sin rolle som kavaleri anfører skærmede Gregg en række af Unionens bevægelser i belejringen af Petersburg. Gregg's division var især i ilden ved det Andet slag ved Deep Bottom, Andet slag ved Ream's Station og Slaget ved Peebles' Farm.

## Senere liv
David Gregg trak sig ud af hæren i et brev dateret den 25. januar 1865:
Efter at have været i uafbrudt tjeneste i felten i mere end tre år som leder af kavaleri i Army of the Potomac, finder jeg det på nuværende tidspunkt det bydende nødvendigt at være hjemme, så min personlige opmærksomhed kan kan rettes mod presserede private opgaver og forretninger, at jeg ikke længere kan udskyde min afsked fra tjenesten.
Greggs reelle årsager for at trække sig tilbage inden krigens afslutning kendes ikke. Han deltog ikke i spændende kavaleritræfninger i Appomattox kampagnen. Han bosatte sig i Reading, Pennsylvania, på sin kones hjem. Han blev farmer nær Milford i Delaware, men hans liv var kedeligt, og han var åbenbart hed af at have forladt hæren. I 1868 ansøgte han om at komme tilbage, men den post han søgte gik i stedet til hans fætter, John Irvin Gregg, så han forblev en ulykke civilist. I 1874 blev han udpeget af præsident Grant til at være amerikansk konsul i Prag i Østrig-Ungarn, men vendte snart tilbage fordi hans kone havde hjemve.
Gregg var aktiv i statens og lokalområdets affærer og indsamlede penge til at bevare Valley Forge som et nationalt mindesmærke. Han besøgte slagmarken i Gettysburg adskillige gange og holdt taler på mindedage. I 1891 blev han aktiv i politik og blev valgt til en periode som statsrevisor i Pennsylvania.
Gregg døde i Reading, Pennsylvania, som en af de ældste overlevende fra krigen i staten, og ligger begravet der på Charles Evans Cemetery. Der erindres om ham med en ryttersttue i Reading og American Legion Posten der har navnet "Gregg Post" til ære for ham.